# SP-315
A SP-315 é uma rodovia transversal do estado de São Paulo, administrada pelo Departamento de Estradas de Rodagem do Estado de São Paulo (DER-SP).

## Denominações
Recebe as seguintes denominações em seu trajeto:
	Nome:		Antonio João Garbulho, Rodovia
- De – até:	 SP-293 (Duartina) – Lucianópolis – Ubirajara
- Legislação: LEI 13.707 DE 24/09/2009

## Descrição
Principais pontos de passagem: Ubirajara - Lucianópolis - Duartina (SP 293)

## Características

### Extensão
- Km Inicial: 0,000
- Km Final: 30,800

### Localidades atendidas
- Ubirajara
- Lucianópolis
- Duartina